# Secteur aéronautique et spatial
 (avril 2021).

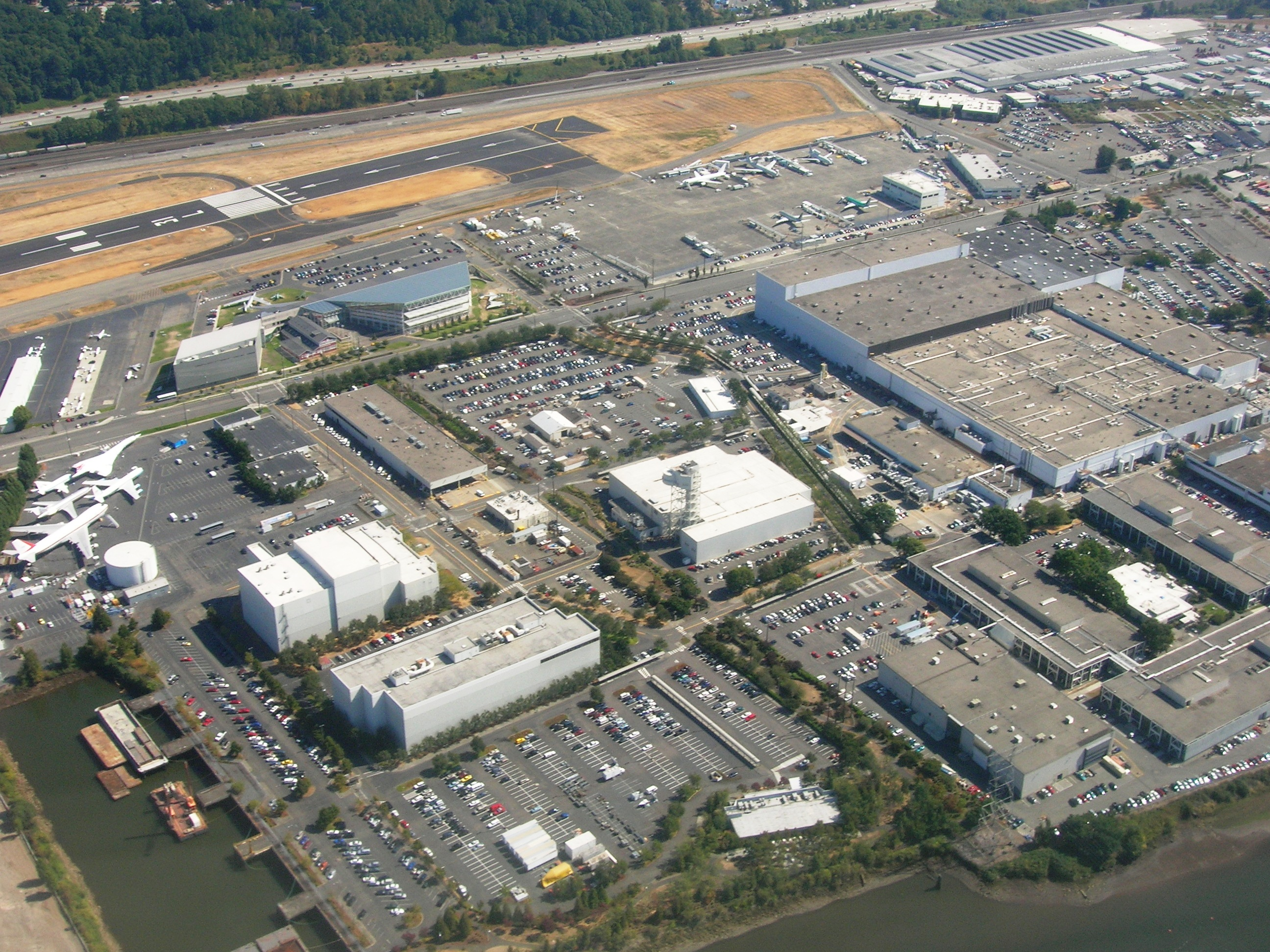
Site de production de Boeing Field dans l'État de Washington au nord-ouest des États-Unis ; le développement d'une production industrielle d'avions nécessite de concentrer les moyens humains et capitaux d'un conglomérat ; dans le cadre du Victory Program, Boeing a ainsi bâti l'usine Boeing Plant 2.

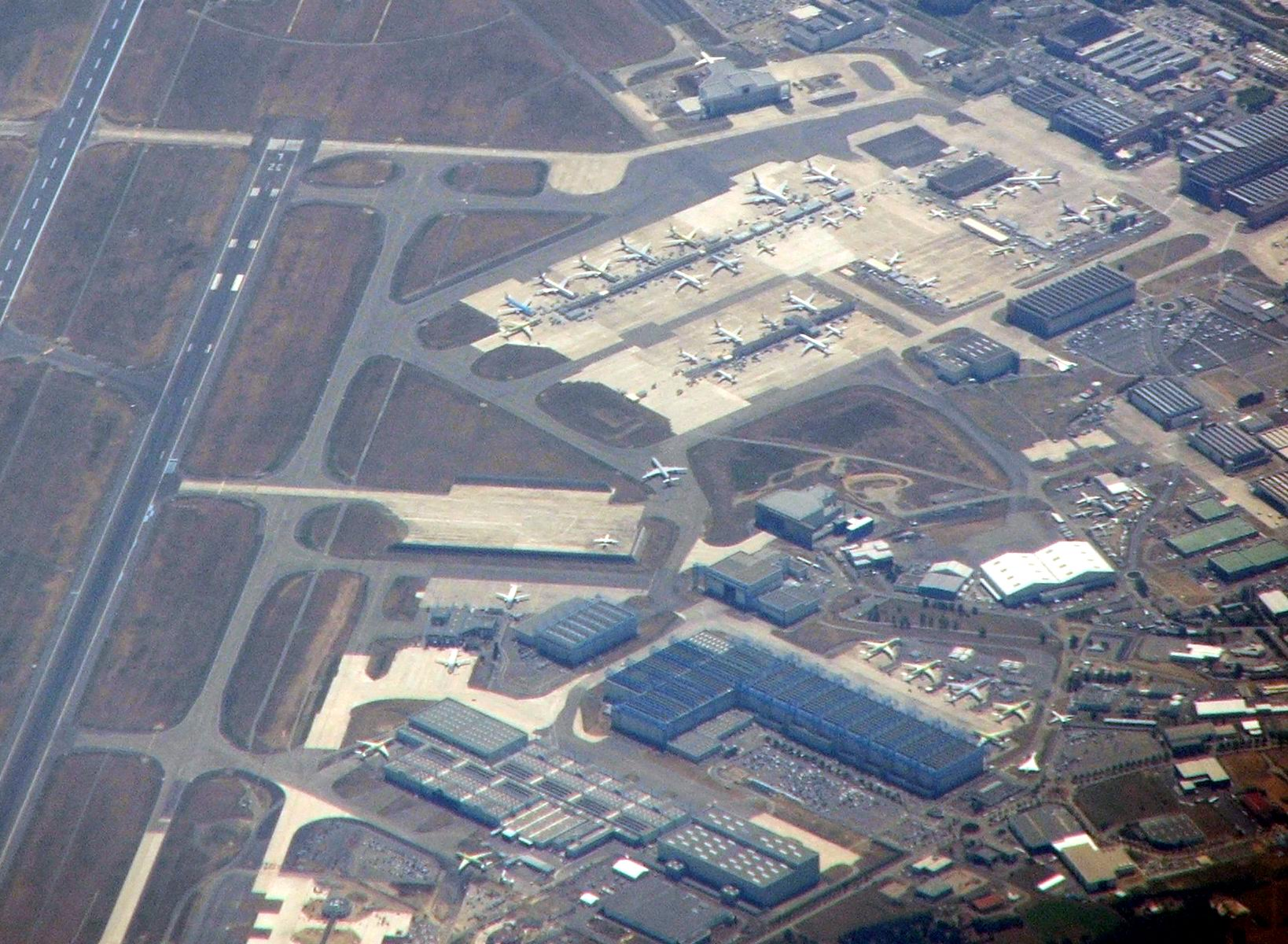
Site d'assemblage principal d'Airbus, placé le long des pistes de l'aéroport de Toulouse - Blagnac. Airbus Opérations Toulouse est, en 2014, le premier site industriel de France avec 13700 employés. Les lignes d'assemblage de la SNCAM installées dans les premiers hangars produisirent les chasseurs Dewoitine en 1939 pour l'armée de l'air française.
Photo prise en 2006 depuis un vol Prague-Madrid qui le survolait.

Le secteur aéronautique et spatial concerne les industries des secteurs de l'aéronautique et de l'espace, mais également l'industrie de l'armement. Technologiquement et industriellement, les industries aéronautiques, spatiales et militaires sont très proches. Le secteur aéronautique regroupe les activités de conception, de fabrication et de commercialisation des aéronefs (avions, hélicoptères, drones, etc.) et des équipements spécifiques associés (propulsion, systèmes de bord, etc.). Le secteur spatial concerne les vols dans l'espace. Ces deux sous-secteurs ont des applications à la fois civiles et militaires.

## Demandes
Le secteur aéronautique et spatial est tiré par différentes demandes.
Celle des États qui souhaitent disposer de l'armement fourni par cette industrie. Celle des personnes qui se déplacent en avion pour les affaires ou les loisirs. Celle des entreprises qui expédient des marchandises par les airs. Et enfin, celle des organisations de tout type qui travaillent à la conquête de l'espace.
Les armées ayant le budget suffisant sont de grands utilisateurs d'avions et d'hélicoptères. Ce marché évolue en fonction des budgets alloués par les gouvernements à leur défense et à la part de budget qui est allouée à l'armée de l'air.
L'industrie du transport aérien civil regroupe la deuxième grande famille de clients, qui se scindent entre les compagnies qui disposent de leur matériel en propre et les loueurs qui fournissent les autres compagnies. L'évolution du tourisme et la mondialisation de l'économie façonne la demande de ces acteurs. L'évolution des autres moyens de transport tel que le transport routier, le transport ferroviaire ou le transport maritime influence directement ce marché.
Enfin, concernant la conquête de l'espace, seuls quelques États y consacrent un budget, pour partie à des fins militaires et pour partie à des fins scientifiques.

## Offres
Trois métiers principaux de la construction aéronautique permettent de répondre à la demande de ce marché :
- les constructeurs d'aéronefs, parmi lesquels les constructeurs d'avions et d'hélicoptères (avionneurs et hélicoptéristes) ;
- les fabricants de cellules et de moteurs : Ils fabriquent les aérostructures et les moteurs (à pistons, turboréacteurs ou turbopropulseurs) ;
- les équipementiers : ils fabriquent des sous-ensembles, tels que les trains d'atterrissages, les nacelles, les gouvernes, les systèmes électroniques de vol.

Aux États-Unis, l'industrie aérospatiale représente, à la fin des années 2000, environ 3 100 entreprises employant 503 900 personnes. En mai 2012, les effectifs sont de 492 800 personnes. À l'aube des années 2020 on en compte 485 790.
Dans les secteurs aéronautique, spatial et défense (compagnies aériennes incluses), 42 entreprises sont dans le Forbes Global 2000 en 2023, dont 8 nouvelles. Sur les 25 sociétés des secteurs aéronautique, spatial et défense y figurant (hors compagnies aériennes), 19 ont amélioré leur position.

## Modèle économique
L'économie de l'industrie aéronautique et spatiale repose sur le modèle classique de négoce qui consiste à vendre la production à un prix supérieur à ses coûts. Le client final achète un bien, que le fournisseur produit et livre. Les fabricants d'aéronefs achètent des moteurs et des équipements et vendent un produit assemblé directement aux armées, aux compagnies aériennes et aux loueurs. Ils ne vendent pas aux passagers, qui achètent, eux, le service rendu par les compagnies aériennes.
Ce modèle classique connaît ici certaines spécificités. Cette industrie maîtrise des technologies directement exploitables par les militaires. De ce fait, les États s'impliquent fortement dans ses travaux de recherche et développement et nombre de ses projets sont sous le couvert du « Secret-défense ». Elle demande de lourds investissements dans l'outil de production. C'est pourquoi, elle est financée en partie par les programmes militaires des États et par les options d'achat de ses clients.

## L'industrie aérospatiale dans le monde

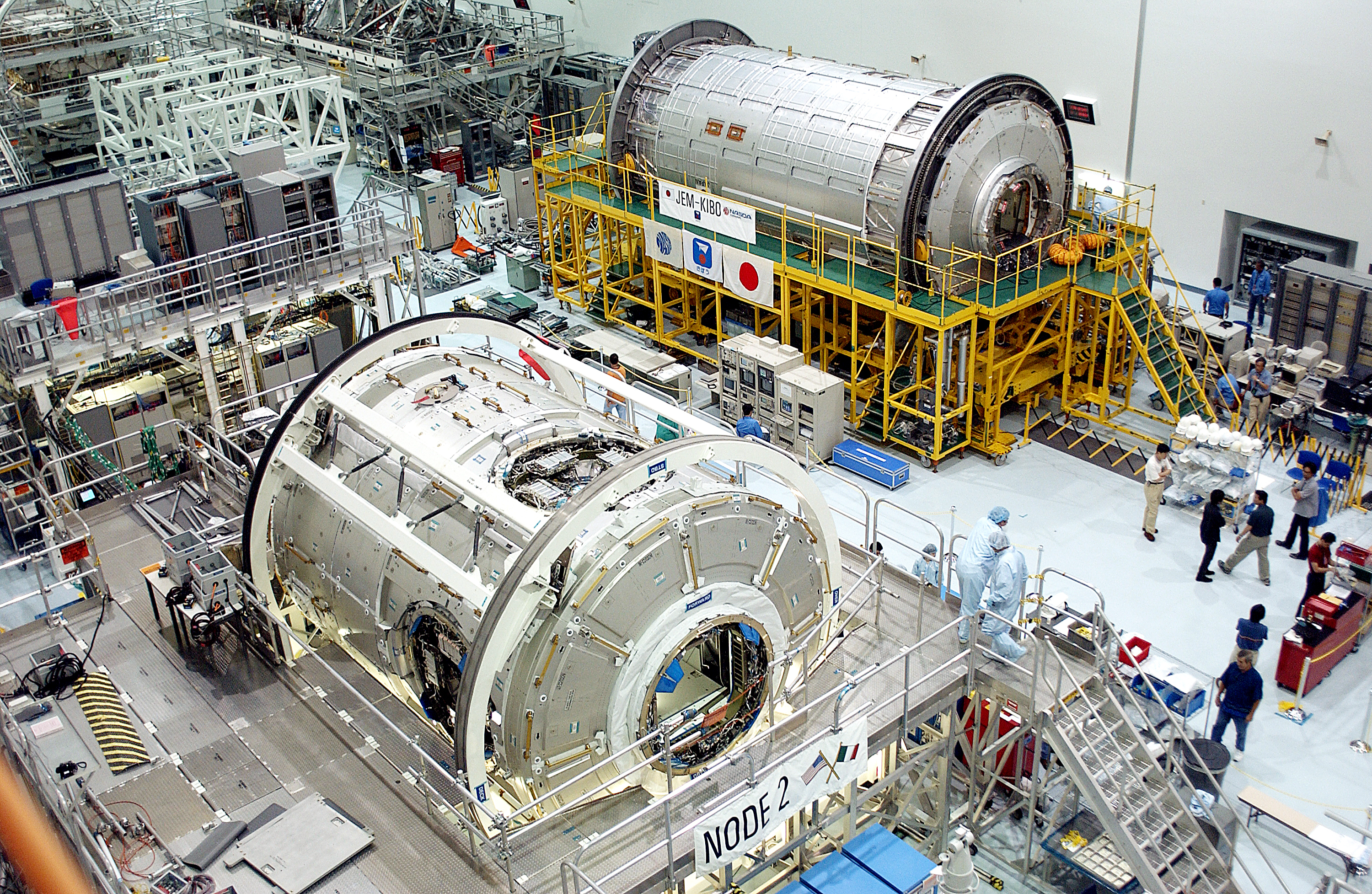
Assemblage du module italien Harmony et du laboratoire japonais Kibō de la Station Spatiale Internationale à la Space Station Processing Facility au Centre spatial Kennedy le 1er juin 2003.

Cette industrie figure parmi les industries de pointe. Elle utilise des techniques et des savoir-faire qui se diffusent ensuite dans d'autres secteurs économiques. Elle nécessite d'importants investissements en capacités de production mais également nécessite des technologies très élaborées, donc des investissements en R&D importants. Elle fait appel à un personnel hautement qualifié, donc rare et coûteux, tout en étant par la complexité de ses produits peu automatisée. C'est enfin une industrie de petites séries, qui ne peut pas bénéficier d'importantes économies d'échelles et nécessitant souvent un temps entre le développement et la mise sur orbite. Le risque économique de cette industrie est donc très élevé. D'autre part l'un des principaux impératifs de cette industrie est la sécurité.

### Une industrie stratégique
L'industrie aérospatiale est duale ; c'est une activité à la fois civile ou commerciale, et militaire. L'aspect militaire de ce secteur lui donne son caractère stratégique. Ceci justifie le traditionnel soutien financier des gouvernements nationaux vis-à-vis de cette industrie. Cette industrie est également fortement politisée, aussi bien dans son aspect civil que militaire (aides aux exportations).
Un nombre réduit de pays possèdent une industrie aéronautique et spatiale de poids dans les années 2010 dont : les États-Unis, le Canada, la Chine, la Corée du Sud, le Brésil, la Grande-Bretagne, la France, l'Italie, l'Espagne, l'Allemagne, les Pays-Bas, la Suède, la Russie, Israël, et le Japon. Dans le domaine spécifiquement spatial, seuls les États-Unis, l'Europe, la Russie, la Chine et le Japon possèdent des compétences et une industrie importantes. L'Inde développe également ses capacités.
Les grands constructeurs sont : 
- États-Unis : Boeing, Lockheed Martin, United Technologies (hélicoptères Sikorsky), Raytheon (missiles), Textron (hélicoptères Bell et avions d'affaires Cessna), General Dynamics (employant entre 450 000 et 515 000 personnes directement entre 2000 et 2015[7]).
- Europe : Airbus Group, BAE Systems, Leonardo, Dassault Aviation, Saab Aerospace, MBDA.
- Russie : MiG, Sukhoï (essentiellement dans le secteur militaire, l'industrie de l'aviation civile russe n'a construit que 11 avions de ligne dont 5 pour l'État russe en 2011 et 6 avions pour le premier semestre 2012 alors qu'elle prévoyait 31 avions pour l'ensemble de l'année[8]).
- Canada : Bombardier qui en 2020 se concentre uniquement sur l'aviation d'affaires.
- Brésil : Embraer.

### Les fournisseurs
Les moteurs représentent environ 30 % du prix d'un avion civil. Les grands motoristes sont les américains General Electric et Pratt & Whitney (du groupe United Technologies) ; les européens Rolls-Royce (Royaume-Uni), Safran (France), MTU Aero Engines (Allemagne), Avio (Italie) et Volvo Aero (du groupe britannique GKN) ; la holding russe OAK.
Parmi les fabricants d'aérostructures, on trouve Mecachrome, Latécoère, GKN, Leonardo et Spirit AeroSystems.
Les grands groupes d'électronique sont United Technologies, Raytheon, Rockwell Collins, BAE Systems, Thales et Safran.

### La recherche et développement
La part de la recherche et développement dans ce secteur est très importante. Les entreprises américaines y consacraient 7,3 % de leur chiffre d'affaires en 2000 (contre 3,6 % pour l'ensemble de l'industrie), et les entreprises européennes 13,9 % de leur chiffre d'affaires en 2002. En 2020, des fournisseurs et fabricants de composants et outils de la filière aérospatiale ont continué d'innover : 14% d'entre eux l'on fait sur les procédés et 16% d'entre eux sur les produits.
L'importance de ces efforts de R&D font du secteur aérospatial une industrie diffusante d'innovations. Les technologies développées au départ pour ce secteur se retrouvent plus tard dans des activités grand public, telles que l'alimentation (aliments lyophilisés), l'habillement (textiles isothermes, protections contre les rayonnements), l'industrie automobile (GPS)...

### La viabilité par les États, par la taille, par l'activité Défense
Le secteur public assure environ 50 % des dépenses totales de R&D, via en particulier les instituts scientifiques de recherche et le principe de la préférence nationale dans les achats gouvernementaux. Cette importance du financement public est indispensable pour un secteur de petites séries. Les avions civils sont vendus sur leur durée de vie à quelques milliers d'exemplaires au maximum, les lanceurs spatiaux sont fabriqués à quelques dizaines d'exemplaires en tout et les satellites sont souvent fabriqués à l'unité. Seuls les équipements (moteurs, trains d'atterrissages, inverseurs de poussée, systèmes électroniques) ou encore les missiles (vendus à plusieurs dizaines de milliers d'exemplaires, voire plus de 100 000 exemplaires pour le missile français Milan) relèvent de grandes séries. Ces petites séries sont censées amortir l'appareil de production, les efforts de R&D, et une main d’œuvre souvent hautement qualifiée. On estime que le point d'équilibre dans le domaine aérospatial nécessite environ 10 ans de production. Les échecs commerciaux sont alors parfois dramatiques pour les constructeurs, comme en témoigne par exemple le rachat de Douglas par McDonnell en 1967 à la suite des difficultés de développement du DC9.
C'est également pour faire face à tous ces investissements, pour mutualiser les risques et pour parvenir à allonger les séries que les européens ont créé le GIE Airbus en 1970.
De même, la chute des budgets militaires dans les années 1990 après la fin de la Guerre froide, a provoqué une vague de consolidations, c'est-à-dire de fusions et acquisitions, dans le domaine de la Défense aux États-Unis. Ainsi le rachat de Martin Marietta (1995) et de Loral (1996) par Lockheed, celui de McDonnell Douglas par Boeing en 1997, ou la fusion entre Northrop et Grumman en 1994.

## Aérospatial et défense
Le secteur militaire est un bon moyen pour les entreprises du secteur aérospatial de faire financer leur R&D par les fonds publics. En Europe en 2002, les fonds publics ont financé 44 % de la R&D du secteur aéronautique global mais 62 % du secteur aéronautique spécialement militaire.
|                          | CA dans la Défense (en millions de US$) | CA total (en millions de US$) | Part du CA dans la Défense |
| Lockheed Martin          | 24 910                                  | 31 824                        | 78 %                       |
| Boeing                   | 24 370                                  | 50 485                        | 48 %                       |
| Northrop Grumman         | 22 720                                  | 26 206                        | 87 %                       |
| BAE Systems              | 15 760                                  | 20 542                        | 77 %                       |
| Raytheon                 | 15 450                                  | 18 109                        | 85 %                       |
| General Dynamics         | 13 100                                  | 16 617                        | 79 %                       |
| Thales                   | 8350                                    | 11 929                        | 70 %                       |
| Airbus Defense and Space | 8010                                    | 34 010                        | 24 %                       |
| United Technologies      | 6210                                    | 31 034                        | 20 %                       |
| Leonardo                 | 5290                                    | 9339                          | 57 %                       |
| Rolls-Royce              | 2970                                    | 9224                          | 32 %                       |
| MBDA                     | 1880                                    | 1882                          | 100 %                      |
| General Electric         | 2400                                    | 134 187                       | 2 %                        |
| Dassault Aviation        | 1810                                    | 3722                          | 49 %                       |
| SNECMA                   | 1750                                    | 7258                          | 24 %                       |
| Saab Aerospace           | 1310                                    | 1698                          | 77 %                       |
| Sukhoï                   | 1420                                    | 1500                          | 95 %                       |
| Textron                  | 1400                                    | 9859                          | 14 %                       |
| Rockwell Collins         | 1270                                    | 2542                          | 50 %                       |
| Titan                    | 1010                                    | 1775                          | 57 %                       |
| Sagem                    | 830                                     | 3590                          | 23 %                       |
| Avio                     | 560                                     | 1436                          | 39 %                       |
| MTU Aero Engines         | 390                                     | 2144                          | 18 %                       |
| ------------------------ | --------------------------------------- | ----------------------------- | -------------------------- |

Source : SIPRI (Stockholm International Peace Research Institute), 2005
Les groupes d'aérospatial américains bénéficient ainsi de l'important (le plus important du monde) budget du Pentagone. Le budget militaire américain était en 2003 de US$ 417 milliards, contre US$ 171 milliards pour l'ensemble des pays de l'Union Européenne.
|             | 2003         | 2000            | 1995            | 1990            |
| États-Unis  | 417 363 (NC) | 301 697 (3,1 %) | 315 107 (3,8 %) | 403 701 (5,3 %) |
| Europe      | 171 000 (NC) | 171 000 (1,6 %) | 166 000 (1,5 %) |                 |
| Japon       | 46 895 (NC)  | 45 793 (1 %)    | 44 398 (0,9 %)  | 41 311 (0,96 %) |
| Royaume-Uni | 37 137 (NC)  | 35 677 (2,5 %)  | 37 119 (3 %)    | 45 604 (4 %)    |
| France      | 35 030 (NC)  | 33 814 (2,6 %)  | 35 584 (3,1 %)  | 38 635 (3,5 %)  |
| Chine       | 32 800 (NC)  | 22 000 (2 %)    | 13 900 (1,8 %)  | 11 300 (2,8 %)  |
| Allemagne   | 27 169 (NC)  | 28 150 (1,5 %)  | 29 717 (1,7 %)  | 40 182 (2,8 %)  |
| Russie      | 13 000 (NC)  | 9700 (3,7 %)    | 10 000 (4,1 %)  | 79 200 (12,3 %) |
| Inde        | 12 394 (NC)  | 10 900 (2,3 %)  | 8340 (2,2 %)    | 8051 (2,7 %)    |
| Brésil      | 9172 (NC)    | 7644 (1,3 %)    | 7841 (1,5 %)    | 6561 (1,9 %)    |
| Algérie     | 2785 (NC)    | 2000 (0,3 %)    |                 |                 |
| ----------- | ------------ | --------------- | --------------- | --------------- |

Source : SIPRI (Stockholm International Peace Research Institute), 2004

## Aux États-Unis
Les États-Unis réalisent, après la fin de la guerre froide, à eux seuls plus de 40 % des dépenses mondiales d'armement, contre 25 % pour l'Europe dans son ensemble. Le secteur de l'armement représente environ depuis 1991 entre 3 et 4,8 % du PIB des États-Unis et est le premier secteur économique des États-Unis quant aux emplois avec environ 6 millions d'emplois directs.
Le classement de l'industrie aéronautique, spatiale et de défense américaine, établi chaque année par le magazine Fortune est :
|                          | 2011 | 2010 | 2009 | 2008 | 2007 | 2006 | 2005 |
| Boeing                   | 68.7 | 64.3 | 68.3 | 60.1 | 66.4 | 61.5 | 54.8 |
| United Technologies      | 58.2 | 54.3 | 52.9 | 58.7 | 54.8 | 47.8 | 42.7 |
| Lockheed Martin          | 46.7 | 46.9 | 45.2 | 42.7 | 41.9 | 39.6 | 37.2 |
| Honeywell International  | 37.1 | 33.4 | 30.9 | 36.6 | 34.6 | 31.4 | 28.9 |
| General Dynamics         | 32.7 | 32.5 | 32.0 | 29.3 | 27.3 | 24.2 | 21.3 |
| Northrop Grumman         | 28.1 | 34.8 | 35.3 | 33.9 | 32.0 | 30.3 | 30.7 |
| Raytheon                 | 24.9 | 25.2 | 24.9 | 23.2 | 22.4 | 23.3 | 21.9 |
| L-3 Communications       | 15.2 | 15.7 | 15.6 | 14.9 | 14.0 | 12.5 | 9.4  |
| Textron                  | 11.3 | 10.5 | 10.5 | 14.8 | 13.2 | 12.6 | 12.0 |
| Goodrich*                | 8.1  | 7.0  | 6.7  | 7.1  | 6.5  | 5.9  | 5.4  |
| Precision Castparts Corp | 6.3  | 5.5  | 6.9  | 6.9  | 5.4  | 3.6  | 3.2  |
| ITT Exelis*              | 5.8  | 11.2 | 10.9 |      |      |      |      |
| Alliant Techsystems      | 4.8  | 4.8  | 4.6  | 4.2  | 3.6  | 3.2  | 2.8  |
| Rockwell Collins         | 4.8  | 4.7  | 4.5  | 4.8  | 4.4  | 3.9  | 3.4  |

Nota : Goodrich a été racheté par United Technologies en 2012. ITT Exelis est une société indépendante détachée d'ITT depuis 2011

## En France
La filière aéronautique et spatiale française, première d’Europe (civil et militaire  confondus), concentre la majorité des instances dirigeantes et sièges opérationnelles des groupes et programmes européens (Airbus, Airbus Helicopters, MBDA, Arianespace, Thales Alenia Space..), et couvre l’ensemble du spectre technologique lié à l’aérospatial (y compris la balistique nucléaire), avec de nombreuses entreprises de premier rang mondial à l’image d’Airbus, de Dassault Aviation, Latécoère, Safran, ATR, Thales Avionics, TAS, NHIndustries... Cette situation s’explique notamment par le rôle joué par la France dans les prémices de l’aviation, mais aussi et surtout par le rôle joué par la filière dans sa politique de défense (indépendance stratégique) menée depuis la fin de la Seconde Guerre Mondiale. L’activité aérospatiale française est principalement localisée en Nouvelle-Aquitaine à Bordeaux, en Occitanie à Toulouse et en Île-de-France à proximité des grands aéroports nationaux. Au début des années 2010, la filière connaît des années particulièrement fastes. Dans le Grand Sud-Ouest, elle emploie en 2011 126 500 salariés, en hausse de 4,4 %. Le chiffre d'affaires a augmenté de 13,5 % en 2011. En particulier, le secteur de la forge et du traitement des métaux a vu son chiffre d'affaires augmenter de 25,4 % en 2011. Le secteur bénéficie notamment de la forte augmentation des commandes d'Airbus ou d'ATR, mais le secteur bénéficie également des très bonnes performances commerciales de l'industrie américaine dont la France est le premier fournisseur. Les capacités d'utilisation des usines atteignent 90 % chez les fabricants d'aérostructures (fuselages, ailes, nacelles de réacteurs).
En 2012, le secteur fait face à une pénurie de main d’œuvre, notamment de chaudronniers, d'ajusteurs, de soudeurs, de magasiniers, de logisticiens. Un autre problème rencontré par le secteur est celui du financement de leur développement : le secteur a du mal à emprunter auprès des banques pour financer les investissements nécessaires à l'augmentation de leurs cadences.
En France, les industriels constructeurs d'aéronefs sont Airbus, Airbus Helicopters, Dassault, ATR. Parmi les fabricants de cellules et moteurs, on trouve les motoristes SNECMA, Turbomeca et Hispano-Suiza, regroupés dans le groupe Safran, ou encore Latécoère fabricant d'aérostructures. Parmi les équipementiers figurent Thales, Sagem (électronique), Zodiac (sièges, toboggans de secours).
La filière aéronautique civile française est fédérée au sein du Groupement des industries françaises aéronautiques et spatiales (GIFAS). Il compte, en 2016, 380 adhérents et rassemble les grands groupes, les équipementiers, les sous-traitants. Depuis le 1er janvier 2011, la France possède par ailleurs, à travers l'ENAC, la plus grande université aéronautique européenne.
En juillet 2020, la filière et l'Etat français se mettent d'accord sur le fonds public-privé appelé à aider des PME et ETI de la chaîne de sous-traitance aéronautique touchée par la crise liée au Covid-19. Airbus, Safran, Thales et Dassault acceptent sous pression de l'Etat d'abonder à hauteur de 430 millions d'euros, avec la société de gestion Tikehau Capital, la première tranche du fonds promis de un milliard pour relancer le secteur frappé par la crise sanitaire. L'Etat apporte 200 millions complémentaires.
L'INSEE identifie, en France, en 2020  1 704 sociétés appartenant à la filière spatiale. Elles emploient 33 200 salariés pour leur activité spatiale et réalisent un chiffre d’affaires de 10,8 milliards d’euros. La soixantaine de sociétés exclusivement actives dans le spatial font  à elles-seules près des trois quarts de ce chiffre d’affaires et emploient la moitié des effectifs.

## Au Royaume-Uni
L’industrie aérospatiale britannique est la première d'Europe (si l’on écarte le sous-secteur de la défense)quant au chiffre d’affaires généré et génère en 2018 un chiffre d’affaires de 38 milliards de livres sterling (environ 43 milliards d’euros), se traduisant par des importations avec l’Europe à hauteur de 9 milliards de livres (10 milliards d’euros) et des exportations vers l’Europe atteignant 12 milliards de livres (13,5 milliards d’euros). La seule filière française représente 35 000 emplois sur le sol britannique. Le Brexit en 2020 suscite de graves interrogations sur son avenir.

## Au Japon
L'économie du Japon a été la seconde du monde à partir de 1968 mais les restrictions sur la production aéronautique à la suite de la défaite de 1945 ont toujours des conséquences en 2020.
Dans le domaine civil, la première tentative de construire un avion de ligne a été l'avion turbopropulsé de 64 places NAMC YS-11 dont le premier vol a lieu en 1962. Seuls 182 furent construits par un consortium où figurait Mitsubishi Heavy Industries. Il faudra attendre 2015 pour voir voler un second appareil, le Mitsubishi Regional Jet renommé depuis Mitsubishi SpaceJet, un avion capable de transporter 100 personnes dont le programme est gelé en 2020.
Dans le domaine militaire, les forces japonaises, après avoir été équipées lors de leur reconstitution de matériel de conception américaine construit souvent sous licence au Japon tel le F-104, le F-4 et le Mitsubishi F-15J Eagle, augmente la part de son matériel issu du complexe militaro-industriel japonais en ce début de XXIe siècle. Le premier avion de combat à réaction indigène depuis 1945 étant le Mitsubishi F-1 mit en service en 1978.
Le gouvernement japonais cherche à augmenter la valeur de l'industrie aéronautique du pays à 3 000 milliards de yens (27 milliards de dollars américains) en 2030 contre 1 800 milliards de yens en 2018 en intensifiant la coopération avec les pays d'Asie du Sud-Est.